# الإطار الفولاذي المقاوم للعزم
الإطارات المقاومة للعزم هي مجموعة من العوارض والأعمدة حيث تتصل العوارض بالأعمدة بإحكام.  وتنتج مقاومة القوى الجانبية بشكل أساسي عن حركة الإطار الصلب والتي توجد في أجزاء الإطار ومفاصله عن طريق زيادة عزم الربط وقوة القص.  بحكم وضع روابط العوارض الصلبة - الأعمدة، لا يمكن استبدال إطار العزم جانبيًا بدون ربط العوارض والأعمدة.  وبذلك، تكون قوة وصلابة ربط أجزاء الإطار هي بذلك المصدر الأساسي للتصلب الجانبي وقوة الإطار بالكامل.

## التاريخ المبكر
كانت إطارات العزم الفولاذية تُستخدم لأكثر من مائة عام، ويرجع تاريخ أقدم استخدام للفولاذ المستخدم في الإنشاءات إلى تشييد المباني.  تم بدء تشييد المباني من الفولاذ باستخدام إطارات يمكنها تحمل الأحمال الرأسية كما في مبنى بيت التأمين في شيكاغو، وهو مبنى مكون من 10 طوابق تم تشييده عام 1884 وارتفاعه أكثر من 138 قدمًا، وغالبًا ما يُعتبر أول ناطحة سحاب.  أحدث هذا المبنى المرتفع والمباني المرتفعة الأخرى جيلاً كاملاً من المباني العالية، المشيدة باستخدام الإطارات المعدنية التي تدعم الأرضيات الخرسانية والحوائط غير الحاملة ثم تسديد الحوائط الخارجية. وعادة ما كانت الإطارات المستخدمة في عمليات البناء القديمة على شكل حرف "H" وكانت مبنية من الألواح ومقاطع على شكل حرف "Z" و"L".